# Лебедев, Сергей Васильевич (1874—1934)

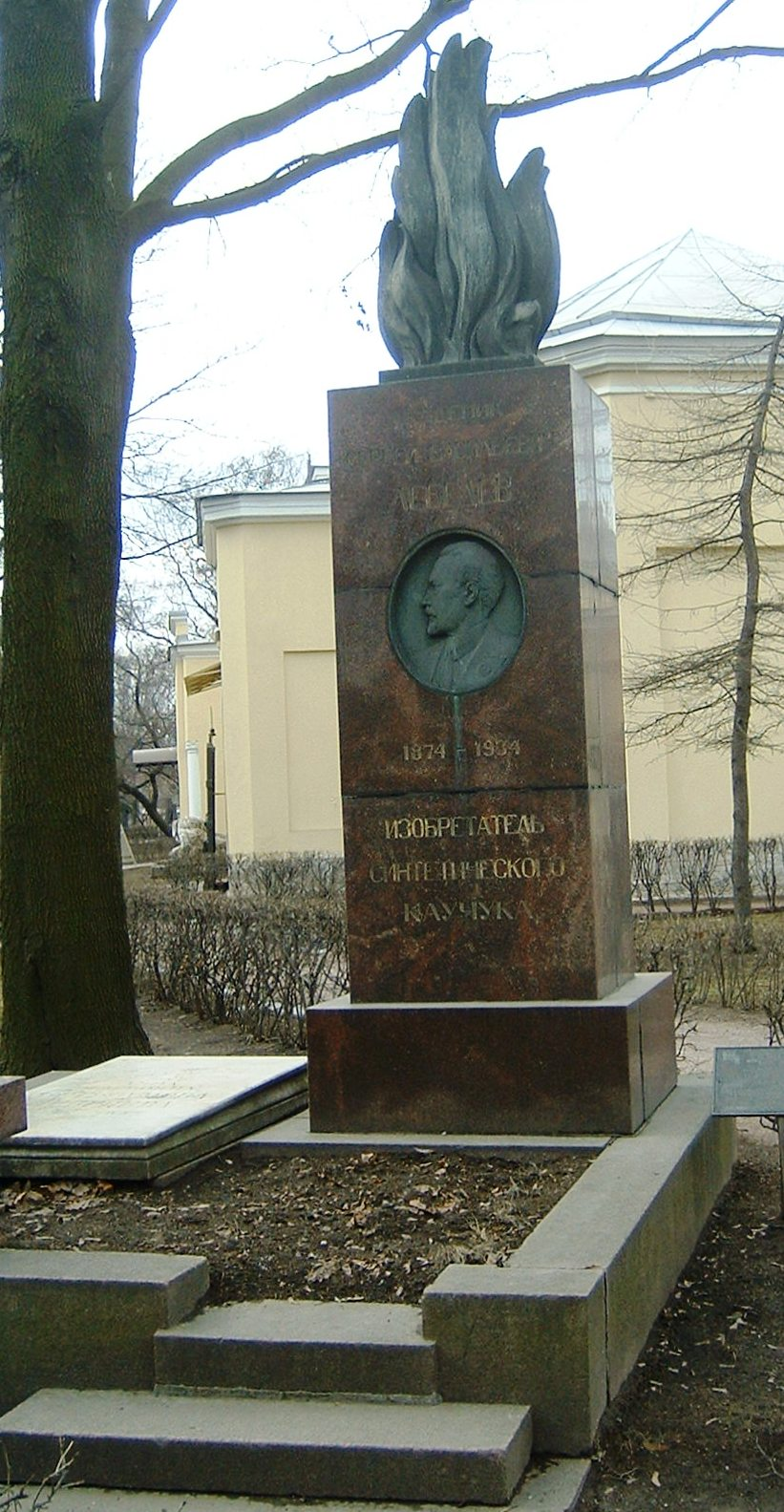
Могила учёного

Серге́й Васи́льевич Ле́бедев (13 [25] июля 1874, Люблин, Царство Польское, Российская империя — 2 мая 1934, Ленинград, СССР) — русский и советский химик-органик, основоположник промышленного способа получения синтетического каучука. Действительный член Академии наук СССР (с 1932; член-корреспондент с 1928).

## Биография

### Детство
Сергей Васильевич Лебедев родился в Люблине 13 июля 1874 года. Он был третьим ребёнком в семье. Отец был преподавателем русской словесности, в 32 года он стал священником. Мать Сергея Васильевича вышла замуж за отца в 16 лет. Семья жила в церковном доме. Когда Сергею шёл девятый год, отец умер от чахотки. Сергея отправили к дедушке и бабушке, после с матерью он переехал в Варшаву, однако средств у них было мало и жили они скромно.

### Годы с 1885 по 1900
«Был он красивый, высокий, стройный юноша. С гордо закинутой назад головой. С движениями уверенными и свободными, смелыми и ловкими. Очень любил игры, верховую езду, танцы, греблю.

В нём ярко проявлялась большая одарённость, нравственная чистота, правдивость и благородство души. Был он молчалив и серьёзен, с примесью насмешки, лёгкого сарказма и молодого скептицизма».— 
В 1885 году Сергей поступил в 1-й класс Варшавской гимназии. С 17 лет давал уроки, чтобы заработать деньги. После окончания гимназии поступил в Петербургский университет на физико-математический факультет, естественное отделение. Работал в лаборатории у профессора Фаворского.
С 1899 года увлёкся общественным движением, участвовал в забастовках и сходках. На одной из демонстраций он был арестован и посажен в пересыльную тюрьму, но через три дня выпущен с подпиской о немедленном выезде из Петербурга. Уехал к дяде в Сяськие Рядки. Осенью получил разрешение продолжать занятия в университете.  Окончил его в 1900 году с дипломом первой степени.

### Годы с 1901 по 1906
После окончания университета давал уроки физики в средних учебных заведениях и работал в лаборатории на мыловаренном заводе братьев Жуковых.
В 1902 году был приглашён на должность лаборанта отделения технической и аналитической химии в Петербургский университет.
В 1906 году работал в Сорбонне у профессора Виктора Анри.

### Годы с 1906 по 1914
По совету профессора Фаворского занялся исследованием явлений полимеризации непредельных органических соединений.
11 сентября 1908 года Сергей Васильевич сделал свой первый научный доклад на заседании Русского физико-химического общества о скоростях полимеризации эфиров акриловой кислоты.
Весной 1911 года сдал магистерский экзамен, а в 1913 году защитил диссертацию за которую получил премию и золотую медаль от Петербургской академии наук.
В 1913 году Лебедева избрали приват-доцентом Петербургского университета, он читал курс «Современное состояние и значение учения о валентности».

### Годы с 1915 по 1924
В начале войны была высокая потребность в толуоле, и в связи с этим Лебедев был назначен заведовать химической частью завода «Нефтегаз» и способствовал получению толуола.
Осенью Сергей Васильевич заболел ангиной, которая затянулась и осложнилась туберкулёзом. Поправился он только спустя некоторое время в Батуми.
С 1915 года стал преподавателем Женского педагогического института.
В 1916 году Лебедев читал пробную лекцию «О состоянии вопроса о химической структуре хлорофилла и пигментов крови». В 1917 году был избран заведующим кафедрой в Военно-медицинской академии.

### Годы с 1925 по 1931
В 1925—1927 годах Лебедев выполнял работы в области химической переработки нефти, которые внесли большой вклад в производство дивинила из нефти, создал в Ленинградском университете лабораторию по переработке нефти, позже преобразовал её в лабораторию синтетического каучука.
Осенью 1925 году Лебедев со своей командой начал работать над конкурсом по получению и представлению 2 кг синтетического каучука, его образцы были отправлены в Москву. Способ получения каучука из спирта признали очень ценным.
В 1930 году под руководством Лебедева началось строительство опытного завода и исследовательской лаборатории (в настоящее время НИИ синтетического каучука имени С. В. Лебедева). На заводе был получен дивинил, а затем каучук в большом количестве. Позже из этого каучука изготовили автомобильные шины.

### Последние годы жизни
В последние годы жизни Лебедев много путешествовал. В Детском Селе взял в аренду маленькую квартиру, куда ездил, чтобы побыть одному.
В 1931 году правительство подарило ему автомобиль. В 1932 году он стал членом Академии наук. В 1932—1934 годах руководил подготовкой аспирантов в Академии Наук СССР и в Ленинградском химико-технологическом институте имени Ленсовета. Осенью 1933 Сергей Васильевич ушёл из Военно-медицинской академии.
2 мая 1934 года Сергей Васильевич скончался у себя дома от сыпного тифа, которым заболел при последней командировке в Ефремов (Тульская область). С. В. Лебедев похоронен в Александро-Невской лавре, в Некрополе мастеров искусств. Его могила расположена недалеко от могил П. И. Чайковского, А. П. Бородина, Н. А. Римского-Корсакова и А. И. Куинджи.

## Научные исследования

### Развитие Лебедевым теории химического строения Бутлерова 1906—1934
Лебедев развивал основные положения теории химического строения Бутлерова в своих исследованиях. Он изучал реакцию полимеризации, влияние на неё температуры, доказал, что реакция полимеризации непредельных частиц и деполимеризации их полимеров являются единым процессом. В своей магистерской диссертации он разработал метод синтеза бутадиенового каучука, на базе метода была создана промышленная технология, которая положила начало отечественной промышленности синтетического каучука, который находит широкое применение в производстве покрышек. Он провёл большую серию исследований и выявил степень влияния непредельности и замещения в непредельных органических молекулах на направление и скорость их каталитической гидрогенизации. Вслед за Марковниковым, Фаворским своими работами в области непредельных органических соединений он внёс значительный вклад в теорию химического строения органических соединений Бутлерова.

### Исследования Лебедева по изучению строения синтетических каучуков 1933—1934
Он первый применил метод озонирования для изучения строения термополимера дивинила и его гомологов, установил, что в макромолекулах термополимеров находится зерно, аналогичное зерну природного каучука, экспериментальным методом определил продукты разложения каучука.

### Исследования в области синтеза дивинила из этилового спирта и синтетического каучука 1926—1931
Лебедев впервые осуществил синтез дивинила из спирта с большим выходом. В основе синтеза лежит реакция дегидрирования, дегидратация этанола, впоследствии получившая название «реакция Лебедева» (1):
2С2Н5ОН = С4Н6 + Н2 +2Н2О (1)
Данный способ получения дивинила был положен в основу промышленного производства синтетического каучука в СССР.
В 1926 году Высший совет народного хозяйства СССР объявил международный конкурс на разработку промышленного получения синтетического каучука. Кроме описания способа, требовалось представить два килограмма синтетического каучука и разработанную схему его заводского получения. Сырьё для технологического процесса должно было быть доступным и дешёвым. Полученный каучук должен был не уступать натуральному каучуку по качеству и не быть более дорогим.
По итогам конкурса лучшим был признан разработанный в 1926—1927 годах Лебедевым с группой сотрудников метод получения натрий-бутадиенового каучука из этилового спирта. Осенью 1928 года Лебедев представил в Главхимпром план работ, необходимых для составления проекта опытного завода. В 1928—1931 годах исследовал свойства натрий-бутадиенового каучука, нашёл для него активные наполнители и предложил рецептуру резиновых изделий из синтетического каучука. В течение 1930 года в Ленинграде был построен опытный завод, на котором в 1931 году был получен первый блок синтетического каучука весом 260 килограммов.
В том же 1931 году Лебедев «за особо выдающиеся заслуги по разрешению проблемы получения синтетического каучука» был награждён орденом Ленина (№ 259). Научная деятельность учёного получила признание Академии наук СССР. В 1928 году он был избран членом-корреспондентом, а в 1932 году — действительным членом академии.

### Исследования в области химии и переработки нефти 1914—1917, 1925—1929
Лебедев проводил работы по получению толуола пиролизом нефти, результаты этих работ легли в основу строительства пиролизного завода в Баку. Большое количество времени он посвятил изучению реакции каталитической гидрогенизации непредельных углеводородов, установленные им закономерности, дают возможность управлять этими процессами в нужном направлении.

## Семья
В 1895 году, окончив гимназию, Лебедев отправляется в Петербургский университет, в свободное от учёбы время он посещает свою тётю — Марию Климентьевну Остроумову. В 1903 году сближается со своей двоюродной сестрой, художницей Анной Остроумовой, они обручаются в 1905 году после развода его с прежней женой.

## Память
- Завод в Санкт-Петербурге по синтезу каучука имени С. В. Лебедева
- Лаборатория при Санкт-Петербургском университете имени С. В. Лебедева.
- Сборник научных трудов академика С. В. Лебедева.
- Музей, отражающий историю развития промышленности синтетического каучука и научную деятельность С. В. Лебедева в Санкт-Петербурге.
- Мемориальная доска в Санкт-Петербурге в месте, где он проживал.
- 21 октября 1949 года в связи с 75-летием академика С. В. Лебедева Нижегородская улица, на которой он жил последние годы в Ленинграде, получила название улица Лебедева. С 1956 года улица носит современное название — улица Академика Лебедева.
- В Воронеже именем Лебедева названа улица в Левобережном районе, на которой расположен завод «Воронежсинтезкаучук»
- Премия имени С. В. Лебедева, присуждаемая РАН c 1995 за выдающиеся работы в области химии и технологии синтетического каучука и других синтетических полимеров.

## Адреса в Санкт-Петербурге — Петрограде — Ленинграде
- 1904 — лето 1905 года — Тучков переулок, 11;
- лето 1905 — 04.1906 года — 13-я линия, 20;
- 12.1906 — 1913 — доходный дом — Александровский проспект, 21;
- 1913—1917 — 3-я линия, 46;
- 1917—1924 — Нижегородская улица, 6;
- 1924 — 01.05.1934 года — Нижегородская улица, 10, кв. 4